# Alba (royaume)
Pour les articles homonymes, voir Alba.
Alba (IPA: [ˈaɫəpə]) est le nom gaélique, gallois, cornique et breton de l’Écosse. L’irlandais utilise également le mot Alba, alors que le vieux gaélique emploie le terme Albu.
Le terme Alba est issu du celtique, d'un mot désignant l’ensemble de l’île de Grande-Bretagne, et ceci avant l’utilisation du terme classique d’Albion. Il fut employé dans ce sens jusqu’au IXe siècle et au Xe siècle, avant de désigner uniquement les royaumes des Pictes et des Scots (Pictavia et Dál Riata), situés au nord de la rivière Forth et de l’estuaire de la Clyde, unifiés par Kenneth Mac Alpin.
Avec le temps, ce royaume en incorpora d’autres situés plus au sud. Son nom se latinisa au haut Moyen Âge pour devenir Albania. La famille du gaulois albos, albios et albanos se réfère originellement au « blanc », puis au « monde d'en haut, le ciel ». Il est sans doute parent d’Albania, qui désigne l’Albanie moderne ou l’Albanie du Caucase par le biais de l'indo-européen *albho- « blanc ». Cette racine indo-européenne se poursuit également dans le grec alphoús, le latin albus qui signifient « blanc » et le vieux haut allemand albiz « cygne ».
Le terme Albania fut principalement employé par des auteurs celto-latins. C’est ce mot, passé dans la langue anglaise qui donna Albany, surtout utilisé à propos du duché d'Albany. La capitale de l’État de New York, Albany, tire son nom de la même origine.
Dans l’Historia regum Britanniae, Geoffroy de Monmouth attribue la fondation du royaume d’Albanie au légendaire Albanactus, fils de Brutus de Bretagne.